# Semanas Festivas de Viena

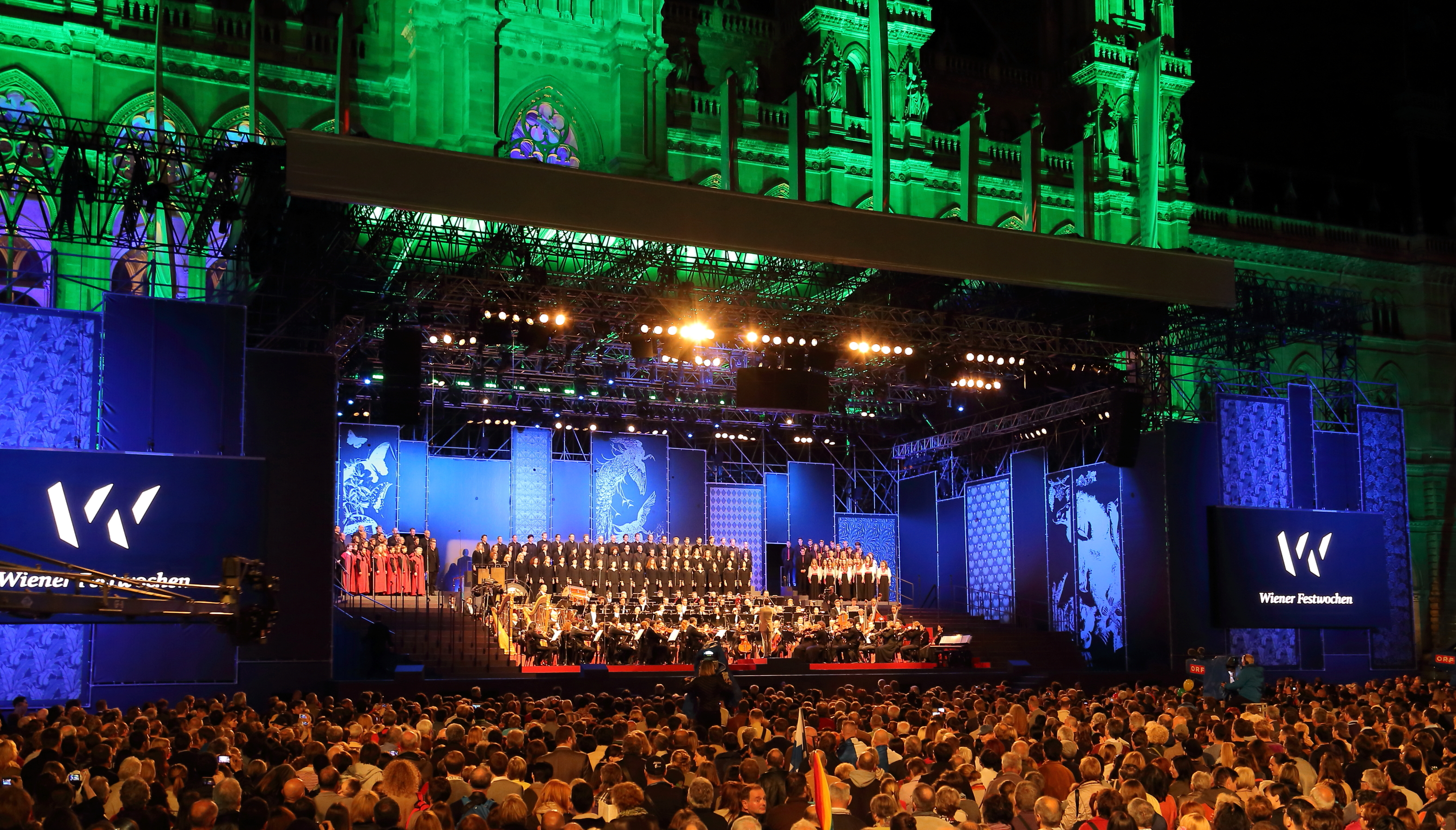
Inauguración de las Semanas festivas de Viena 2014

Las Semanas festivas de Viena son un festival cultural de Viena que se celebra cada año durante cinco semanas entre mayo y junio. El festival muestra producciones de teatro, ópera y danza de todas partes del mundo y también actúa como productor de producciones internacionales.

## Historia

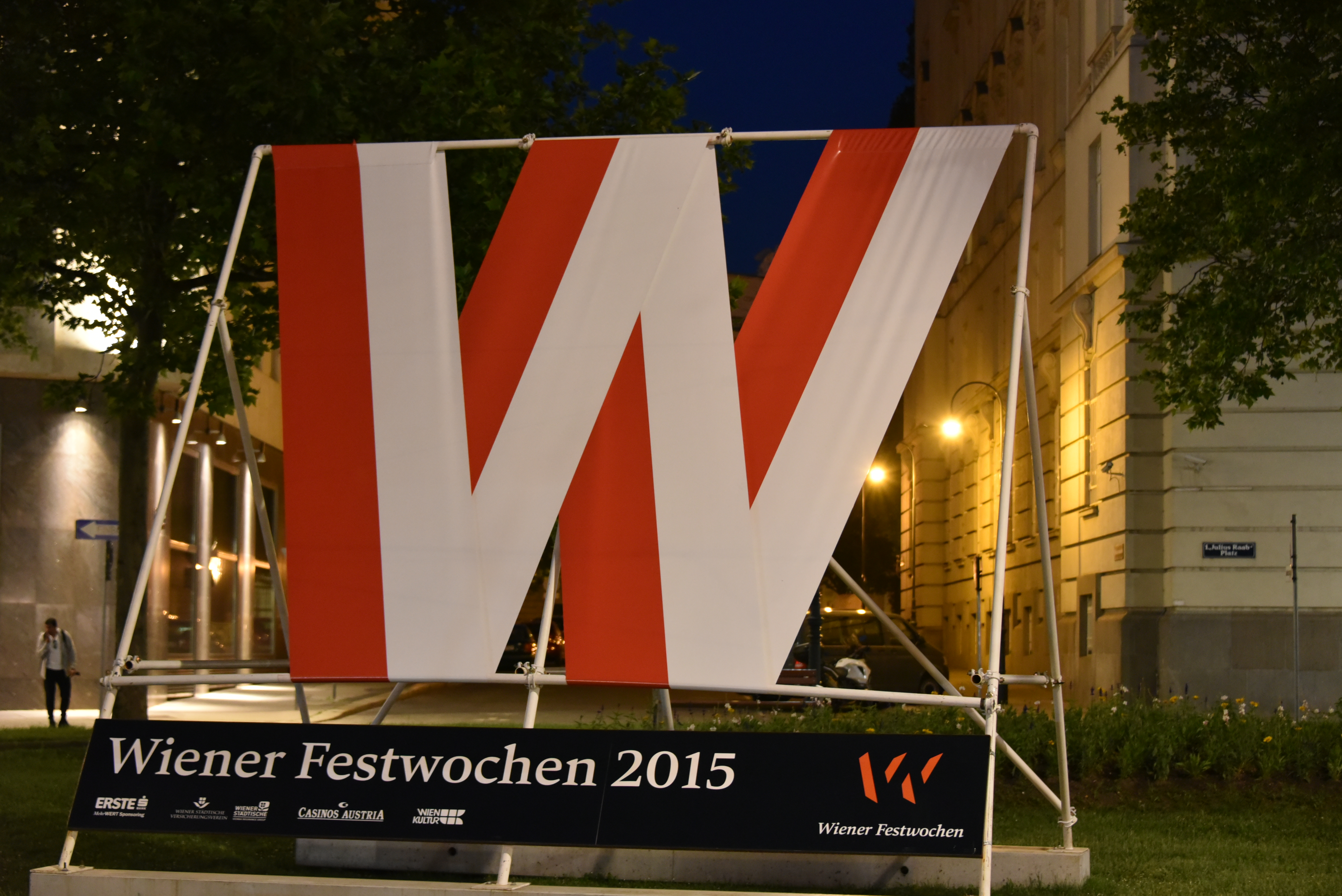
Las semanas festivas también están presentes en el paisaje urbano con su logotipo

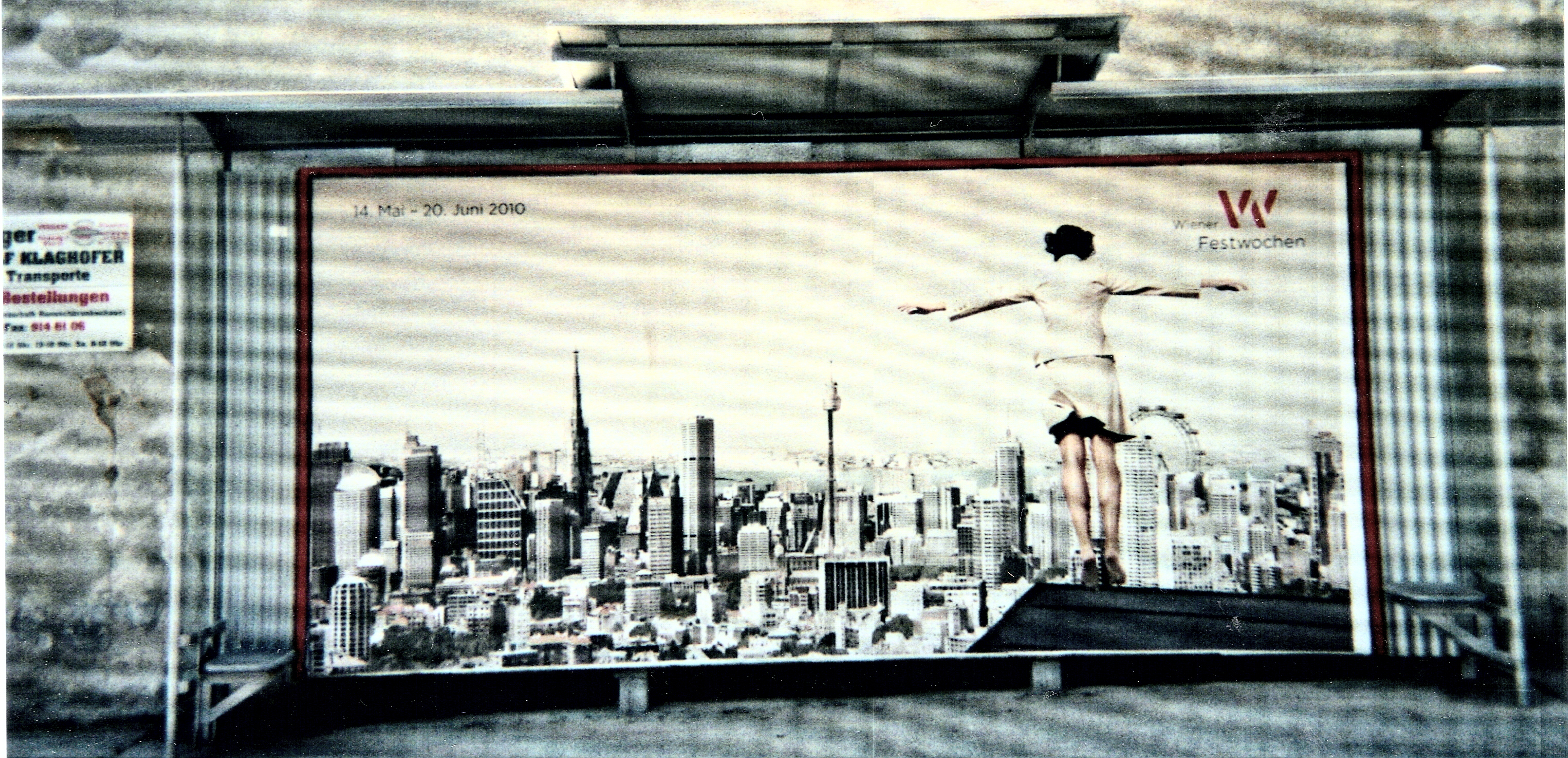
Cartel de las semanas festivas de 2010 con un paisaje utópico de rascacielos vienés

Las primeras Semanas Festivas tuvieron lugar en 1927. Fueron refundadas tras la Segunda Guerra Mundial en 1951 en la ciudad de Viena, que aún estaba ocupada por los Aliados . En 1952, las semanas festivas de Viena fueron una de las organizaciones fundadoras de la Asociación Europea de Festivales. Desde 1962, el Theatre an der Wien es uno de los lugares principales de celebración junto con las salas E y G del MuseumsQuartier y muchos otros lugares.
Las primeras Festwochen se celebraron ya en 1927. Se restablecieron después de la Segunda Guerra Mundial, en 1951, en Viena que seguía ocupada por los Aliados. En 1952, fueron una de las organizaciones fundadoras de la Asociación Europea de Festivales. Desde 1962, el Theater an der Wien es una de las sedes principales, junto con los pabellones E y G del MuseumsQuartier y otros muchos recintos. 
Durante cinco o seis semanas en mayo y junio de cada año, las Semanas Festivas de Viena se comprometen a crear o ayudar a organizar eventos culturales que combinen los más altos estándares artísticos con contenidos y objetivos socialmente relevantes. Como festival metropolitano innovador e internacional, las Semanas Festivas son una ventana abierta al mundo del teatro internacional y ofrecen un amplio espectro de formas y lenguajes artísticos contemporáneos.
Entre tradición y contemporaneidad, el programa presenta producciones de todos los géneros: óperas, conciertos, teatro, performances, instalaciones, lecturas y películas. Además de nuevas producciones de apreciados clásicos y estrenos de obras contemporáneas con directores internacionales, artistas y conjuntos de todo el mundo presentan obras aplaudidas, a menudo en lengua original. El programa incluye una media de 40 producciones, así como numerosas obras con entrada gratuita.
En el Premio Austriaco de Teatro Musical 2015, las Semanas Festivas fueron galardonadas con el Schikaneder de Oro en la categoría de Mejor Festival. 

## Inauguraciones desde 2013

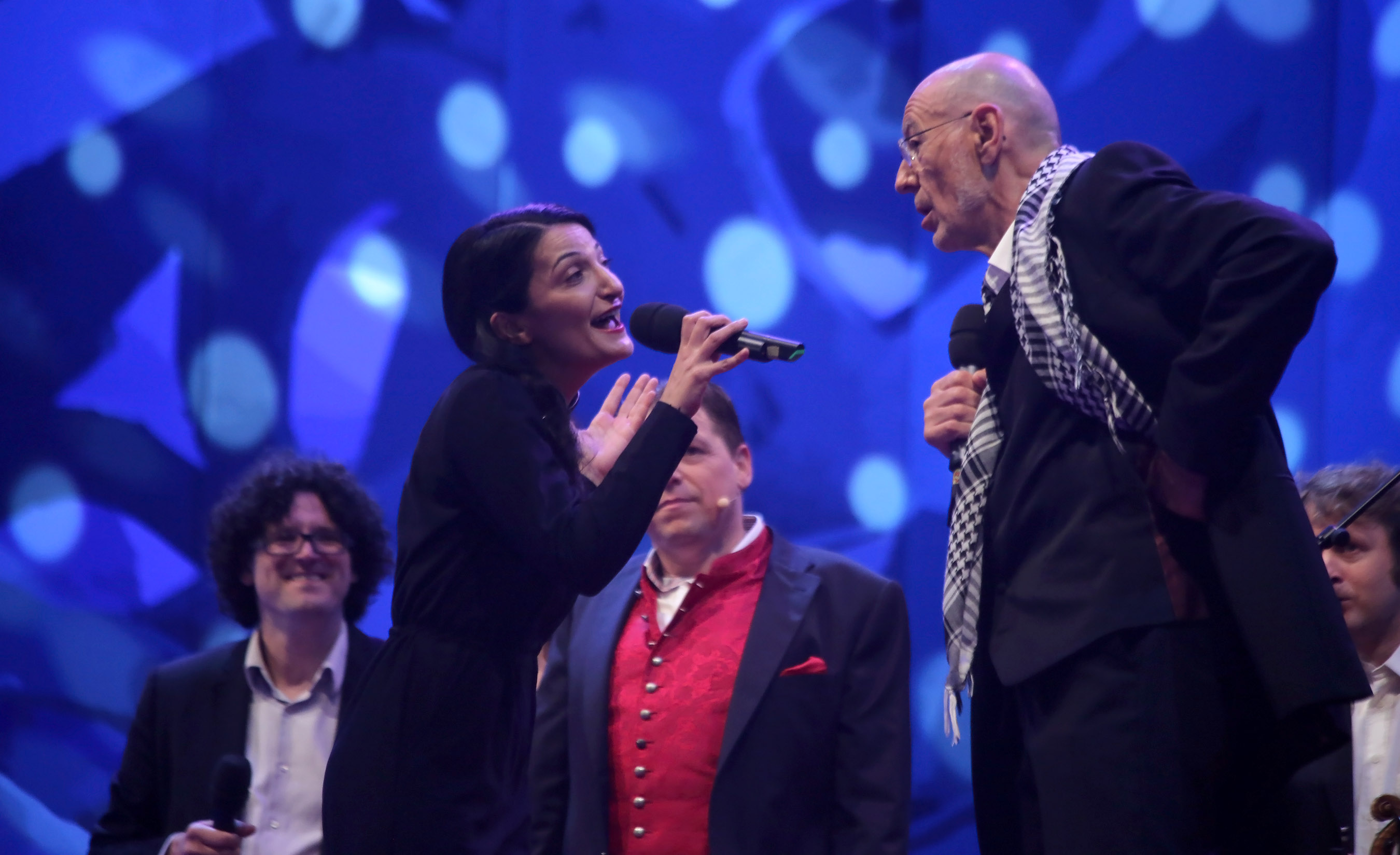
Apertura de las Semanas Festivas 2013 con Fatima Spar, Willi Resetarits, Michael Schade y Strottern entre otros.

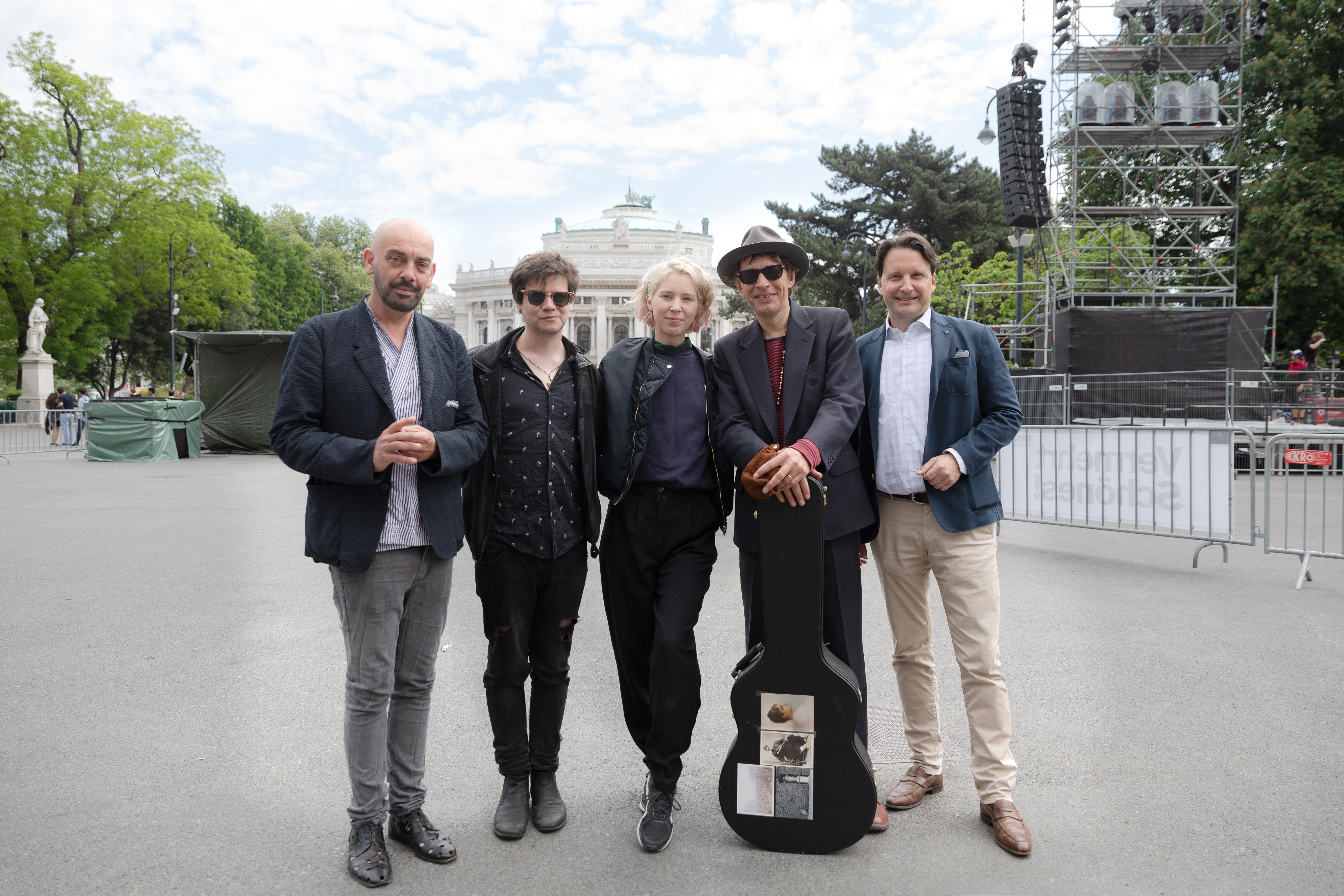
Tomas Zierhofer-Kin, El Nino de Viena, Mira Lu Kovacs, Ernst Molden, Martin Traxl (2018)

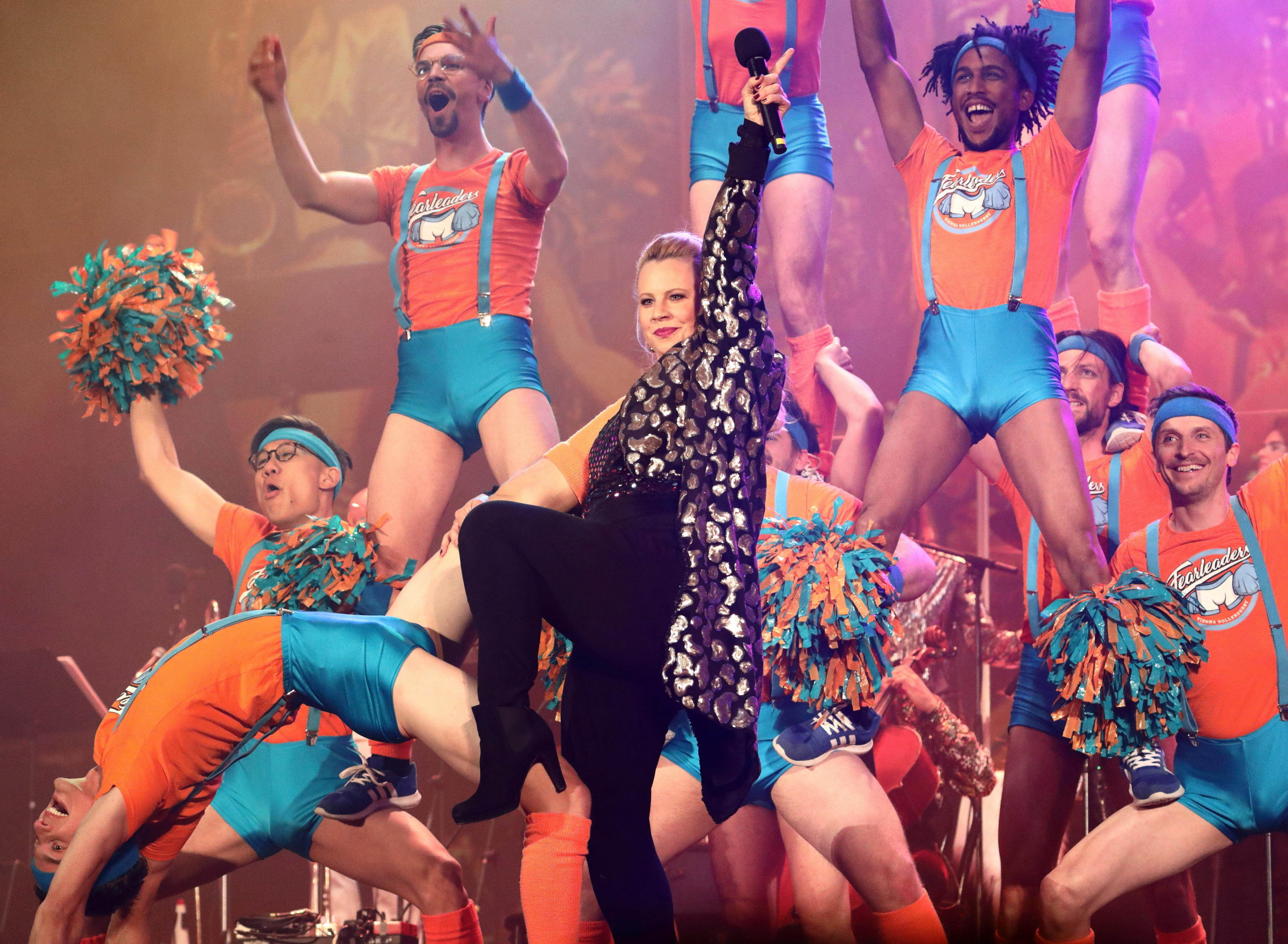
Katharina Straßer como cantante y presentadora de los Fearleaders en la inauguración de 2019

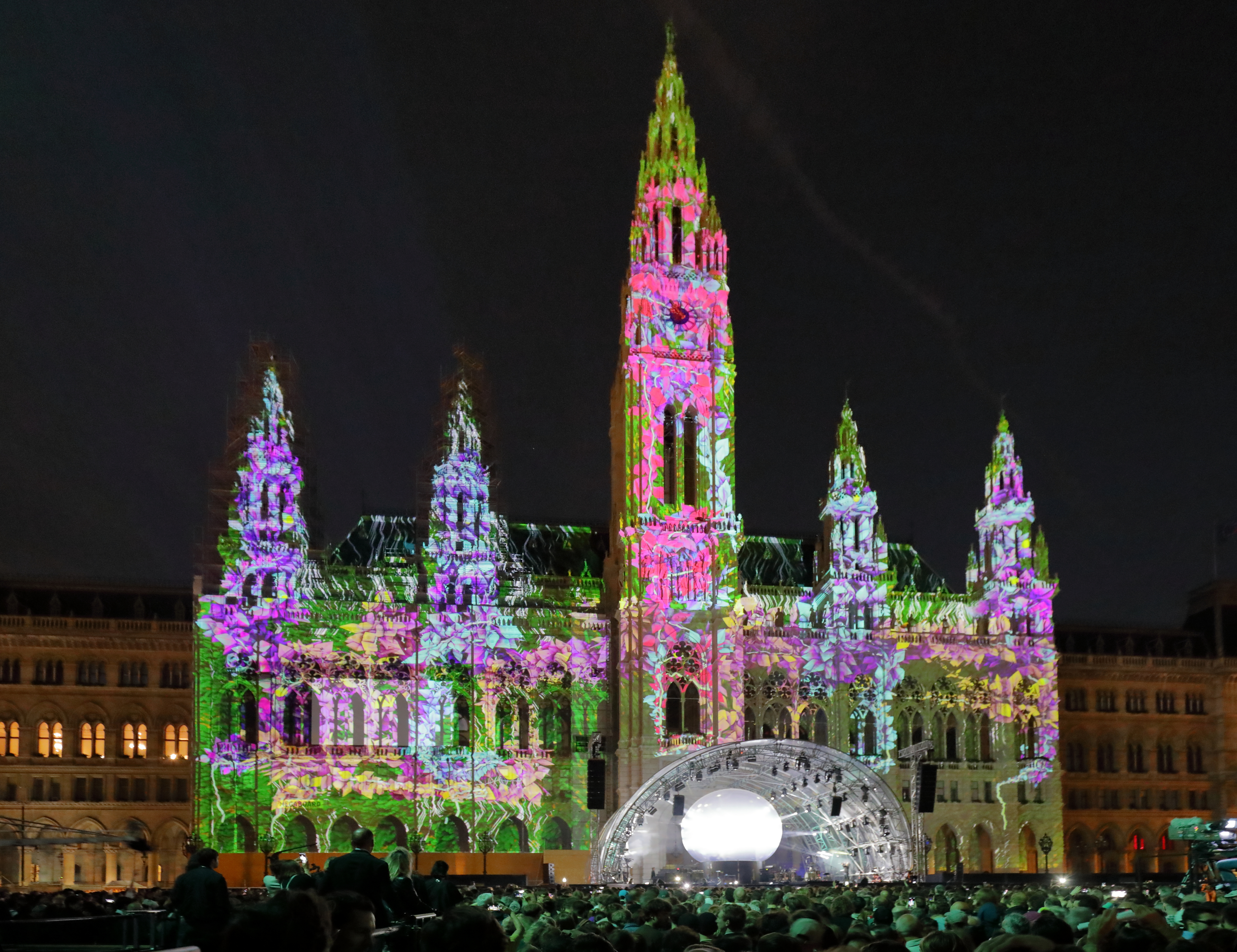
Inauguración de las Semanas Festivas de Viena 2022 con el ayuntamiento iluminado de fondo

Tradicionalmente, hasta 2014, la inauguración de las Semanas Festivas de Viena tenía lugar en la plaza del ayuntamiento, Rathausplatz. La pieza de música de apertura fue compuesta por Werner Pirchner.
El acto inaugural del Festival de Viena 2014, el 9 de mayo, contó con: El Coro Arnold Schoenberg y la Orquesta Sinfónica de la Radio de Viena bajo la dirección de Cornelius Meister. Participaron los siguientes coros invitados: BNR Mixed Coir de Bulgaria, Concordia Discors de Croacia, coro siamo de Austria, Euga de Finlandia, La Maîtrise de Francia (París), Liepaites de Lituania, Sola de Letonia y Vox Bona de Alemania. Dirigieron el evento los presentadores Cornelius Obonya y Alice Tumler. 